# Holotrichia dolini
Holotrichia dolini är en skalbaggsart som beskrevs av Keith 2005. Holotrichia dolini ingår i släktet Holotrichia och familjen Melolonthidae. Inga underarter finns listade i Catalogue of Life.